# 足羽山
足羽山（あすわやま）は、福井県福井市にある標高約116メートルの山。山頂や山麓は行楽地となっており、桜や福井の市花であるアジサイの名所として知られるほか、動物園を含む足羽山公園遊園地、博物館、美術館、古墳群、放送施設などがある。

## 概要

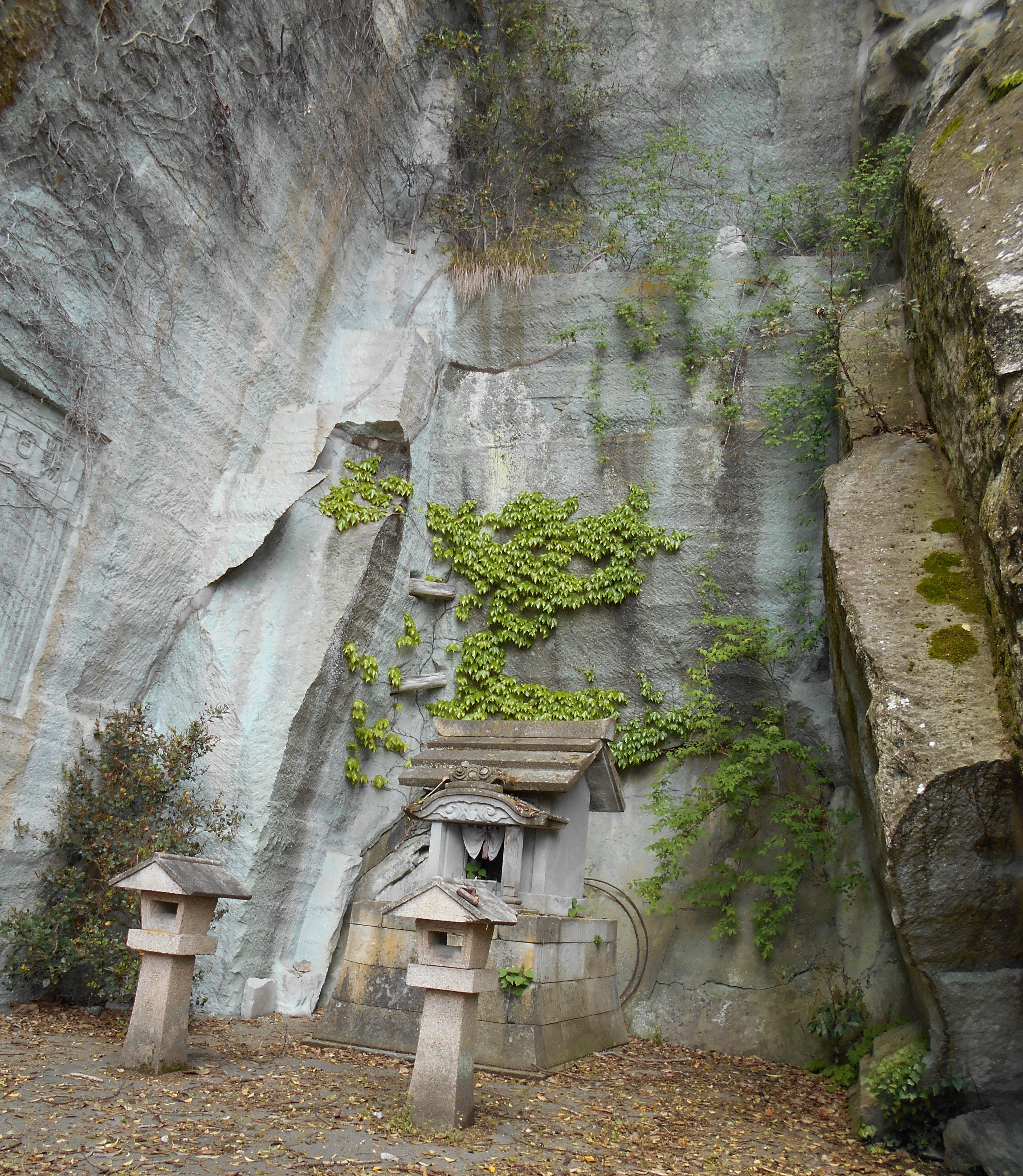
笏谷石露天採掘場（不動寺境内）

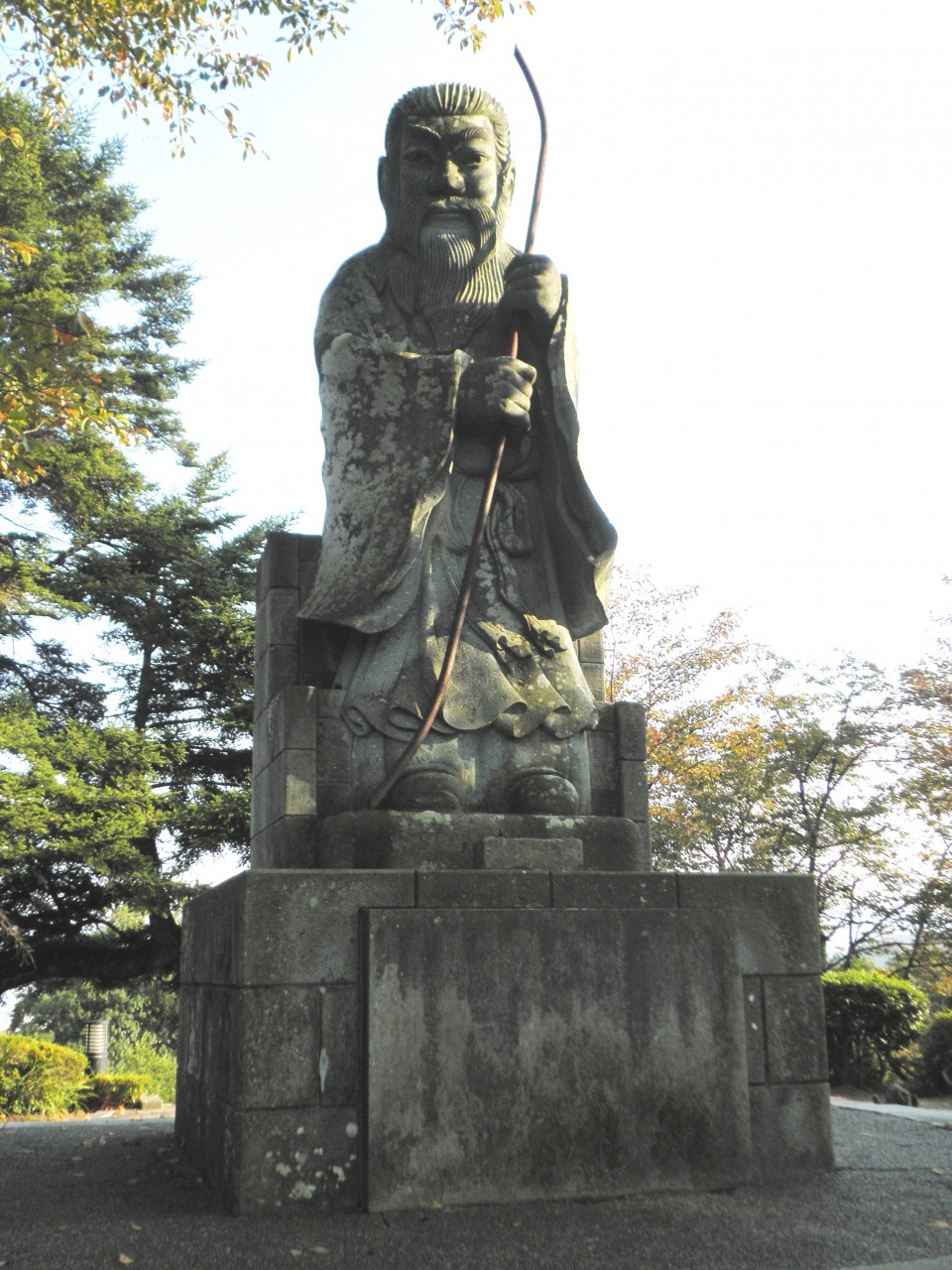
現在の福井県から近畿地方に入って即位したと伝えられる継体天皇像（足羽山三段広場に）

福井平野の中心にある独立した小山。足羽川の南岸、福井市中心市街地から見て南西の郊外にあり、アクセスが容易な緑地として市民の憩いの場となっている。散策や夜景を楽しむ人も多い。
山上は足羽山公園として整備されている。足羽川・足羽山公園として日本さくら名所100選に指定されている。アジサイも有名で、福井市はクラウドファンディングによる寄付で植栽を拡大している。
また「ふくい歴史百景」にも選定されている。1583年の豊臣秀吉の北ノ庄城（柴田勝家）攻めの際、秀吉は足羽山上、天魔が池付近に陣取ったと伝えられている。
足羽山と呼ばれるようになったのは、明治期以降のことで、江戸時代は「木田山」「愛宕山」と呼ばれた。福井藩の触書から、既に18世紀前半には大勢の遊山客で賑わっていたことがわかる。さらに19世紀に入ると北東側からの登山道である愛宕坂には、楊弓屋や田楽屋がたち並んでいたという。
ミニ動物園 、フィールドアスレチック、継体天皇像、通年営業の数軒の茶店などもある。また、福井県内をエリアとする放送局の送信所も置かれている。1953年に足羽山公園に開館した福井市立郷土歴史博物館は、2004年3月に市中心部の宝永3丁目へ移転した。
足羽山の西側部分には市営墓地（西墓地）があり、墓地の北側にはかつて火葬場があったが、1999年に同市安田町に現火葬場（福井市聖苑）が完成したため解体された。

## 笏谷石と採石場跡
足羽山では、青みがかって加工がしやすい軽石火山礫凝灰岩笏谷石（しゃくだにいし）が採れ、古墳の石棺から石仏、築城、火鉢など様々に使われた。名称は山麓北西の笏谷に由来し、昭和初期の河川改修までは足羽山寄りを流れていた足羽川の河川舟運を利用して、切り出した石を笏谷から越前内外へ送り出していた。
採掘は1999年（平成11年）に終わり、2007年（平成19年）の調査では露天掘りと地下を掘り進んだ坑道を含めて61か所の採石場跡が確認されている。このうち、笏谷にある七ツ尾口坑道では、福井市自然史博物館や京都大学、広島大学の研究者により地下動物相の調査が行なわれており、新種のヤスデ（アスワタテウネホラヤスデ）やヨコエビ（アスワメクラヨコエビ）が発見されている。
2005年（平成17年）8月16日早朝、西墓地公園において東西約27 m、南北約35 m、深さ約18 mに及ぶ陥没が発生、人的被害はなかったが多数の墓碑や遺骨などが巻き込まれた。直下にある採石場跡坑道の天盤が集中豪雨を経た水の浸透による土被りの重みに耐えられなくなったものとみられている。

## 山頂及び山麓の施設など

### 文化施設
- 福井市愛宕坂茶道美術館
- 福井市橘曙覧記念文学館
- 福井市自然史博物館
- 福井市水道記念館

### 神社
- 足羽神社
- 藤島神社
- 毛谷黒龍神社

### 放送施設

#### 地上デジタルテレビ放送送信設備
| リモコン キーID | 放送局名                  | コールサイン | チャンネル | 空中線電力 | ERP   | 放送対象 地域 | 放送区域 内世帯数 |
| --------------- | ------------------------- | ------------ | ---------- | ---------- | ----- | ------------- | ----------------- |
| 1               | NHK 福井総合              | JOFG-DTV     | 19         | 1kW        | 8.3kW | 福井県        | 約16万2000世帯    |
| 2               | NHK 福井教育              | JOFC-DTV     | 21         | 1kW        | 8.1kW | 全国          | 約16万2000世帯    |
| 7               | FBC 福井放送              | JOPR-DTV     | 20         | 1kW        | 8.3kW | 福井県        | 約16万2000世帯    |
| 8               | FTB 福井テレビ ジョン放送 | JOFI-DTV     | 22         | 1kW        | 9.4kW | 福井県        | 約16万2000世帯    |

- FBCはデジタルテレビに限りNHK福井放送局の既存施設を共用し、FTBは既存のアナログ施設を活用。全局ともに2006年5月1日に放送開始。

なお、福井テレビはフジテレビ系列のため、これに合わせて「8」を選択した（隣接府県で在福井局とリモコンキーIDが重なる放送局は、「1」のNHK総合テレビジョン（金沢局、大津局、京都局）と東海テレビ放送（フジテレビ系列）、「2」のNHK教育テレビジョン（全国共通）、「8」の関西テレビ放送・石川テレビ放送（ともにフジテレビ系列）と岐阜放送（ぎふチャン、独立局）のみ）。

#### 地上アナログテレビ放送送信設備（廃止）

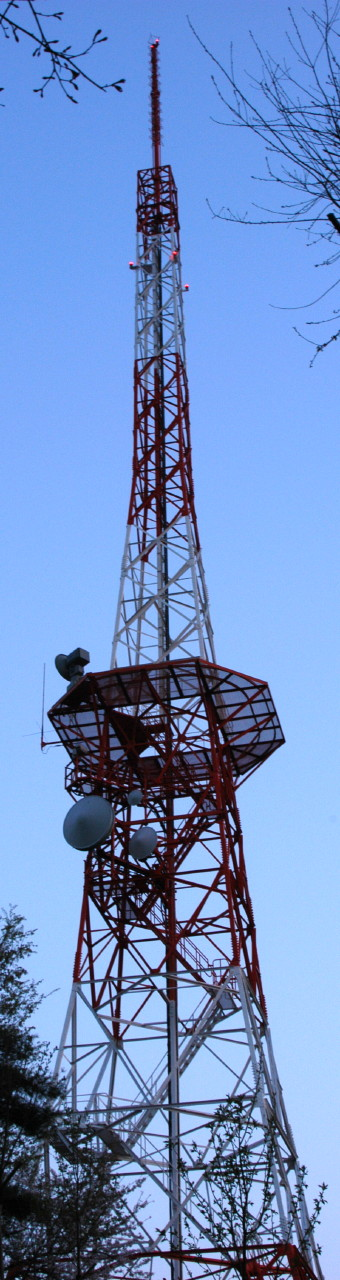
FBC福井放送・FM補完中継局（旧アナログテレビ送信所）電波塔

2011年7月24日をもって全ての局が廃止されている。
| 放送局名                  | コールサイン | チャンネル | 空中線電力          | ERP                 | 放送対象 地域 | 放送区域 内世帯数 |
| ------------------------- | ------------ | ---------- | ------------------- | ------------------- | ------------- | ----------------- |
| NHK 福井教育              | JOFC-TV      | 3ch        | 映像3kW/ 音声750W   | 映像17kW/ 音声4.2kW | 全国          | 約15万3000世帯    |
| NHK 福井総合              | JOFG-TV      | 9ch        | 映像3kW/ 音声750W   | 映像16kW/ 音声4kW   | 福井県        | 約15万3000世帯    |
| FBC 福井放送              | JOPR-TV      | 11ch       | 映像3kW/ 音声750W   | 映像18kW/ 音声4.5kW | 福井県        | 約15万世帯        |
| FTB 福井テレビ ジョン放送 | JOFI-TV      | 39ch       | 映像10kW/ 音声2.5kW | 映像105kW/ 音声27kW | 福井県        | -                 |

- アナログテレビは各事業者単独で設置していた。
  - NHK 教育は送信アンテナをNHK-FMと共有し、また電波塔（送信所建物隣接地）をNHK総合・教育・FBCと共有している。
  - NHK総合の電波塔（送信所建物屋上）は他放送とは独立した状態となっているが、かつてはNHK教育・FMと共有していた。当時の先端部はNHK放送博物館（東京都港区）に展示されている。
  - FBCは電波塔をアナログ送信所建物に隣接する高台に設置。
  - FTBは送信アンテナを同局のデジタルテレビと共有し、電波塔（送信所建物屋上）にはFM福井の送信アンテナを併設している。

#### FMラジオ放送送信設備
| 周波数 （MHz） | 放送局名                | コールサイン等  | 空中線電力 | 実効輻射電力 | 放送対象 地域 | 放送区域 内世帯数           |
| -------------- | ----------------------- | --------------- | ---------- | ------------ | ------------- | --------------------------- |
| 76.1           | FM福井 福井エフエム放送 | JOLU-FM         | 1kW        | 4.4kW        | 福井県        | -                           |
| 83.4           | NHK 福井FM              | JOFG-FM         | 1kW        | 5kW          | 福井県        | -                           |
| 94.6           | FBC 福井放送            | （FBCあすわFM） | 1kW        | 4.1kW        | 福井県        | 18万2000世帯 （申請による） |
| 77.3           | 福井街角放送            | JOZZ5AI-FM      | 20W        | 46W          | -             | -                           |

- NHK-FMは1965年2月5日に実用化試験局（モノラル）ならび実験局（ステレオ）として運用開始になり、1969年3月1日に本放送を開始した[16]。
- 福井街角放送はコミュニティFM局。送信所は市自然史博物館屋上で、エリアは福井市、鯖江市、坂井市の大部分、吉田郡永平寺町の一部[要出典]。
- FBCはFM補完中継局として、旧アナログテレビ送信所の施設を利用[要出典]。2016年12月22日予備免許交付。2017年2月1日より試験電波発射。2017年4月1日放送開始[18][15][19]。

### マルチメディア放送送信設備
| 周波数                                       | 放送局名      | 空中線 電力 | ERP  | 放送区域 | 放送区域 内世帯数 | 開局日         | サービス 終了日 |
| -------------------------------------------- | ------------- | ----------- | ---- | --- | ----------------- | -------------- | --------------- |
| 214.714286MHz （VHF11chに 相当する周波数帯） | Jモバ 福井MMH | 7.5kW       | 41kW | 福井県あわら市、坂井市の全域、 並びに福井県福井市、勝山市、鯖江市、 越前市、吉田郡永平寺町、南条郡南越前町、 丹生郡越前町及び石川県加賀市の各一部 | 約19万世帯        | 2013年 9月30日 | 2016年 6月30日  |

## アクセス
愛宕坂側（階段）
- すまいるバス西ルート（照手・足羽方面）「愛宕坂」バス停留所下車

百坂側（階段）
- 京福バス「左内公園口」バス停留所下車

孝顕寺坂側（車両は登り一方通行）
- 福井鉄道福武線 足羽山公園口電停下車
- 京福バス「足羽山公園下」バス停留所下車

不動山口・藤島神社口側（車両は、藤島神社からは足羽山臨時交番まで登り一方通行となる）
- 福井鉄道福武線 商工会議所前電停下車
- 京福バス「不動山口」バス停留所下車

南側（車両は下り一方通行）
- 京福バス「おさごえ民家園」バス停留所下車

みどり図書館・西部緑道側（車両は通行不可）
- 京福バス「門前北」「みどり図書館前」バス停留所下車

笏谷神社口側
- すまいるバス西ルート（照手・足羽方面）「足羽5丁目」バス停留所下車
- 京福バス「明里三差路」バス停留所下車

運正寺坂側（車両は下り一方通行）
- すまいるバス西ルート（照手・足羽方面）「足羽1丁目」バス停留所下車